# Rheingold (2022)
Rheingold ist ein Spielfilm von Fatih Akin aus dem Jahr 2022. Das Gangster-Drama basiert auf dem autobiografischen Roman Alles oder Nix von Xatar und stellt das Leben des deutschen Rappers und Musikproduzenten in den Mittelpunkt. Die Hauptrolle übernahm Emilio Sakraya.
Die Uraufführung der Koproduktion zwischen Deutschland, den Niederlanden, Marokko und Mexiko fand am 1. Oktober 2022 auf dem Filmfest Hamburg statt. Am 27. Oktober 2022 kam der Film in die deutschen Kinos.

## Handlung
Der als Giwar Hajabi im Iran geborene Rapper und Musikproduzent Xatar blickt auf ein bewegtes Leben zurück. Seine Eltern sind iranische Kurden und flüchten mit ihm Mitte der 1980er-Jahre über den Irak nach Deutschland. Sein Vater und seine Mutter sind Musiker. Sie legen Wert darauf, dass Giwar Klavierspielen lernt. Er wächst unter ärmlichen Verhältnissen in einer Sozialbausiedlung in Bonn auf. Nachdem sein Vater eine Anstellung als Dirigent bekommt, verlässt er seine Frau und Kinder. Um an Geld und Ruhm zu kommen, driftet Giwar in die Kleinkriminalität ab, angefangen vom Kopieren von Pornos auf VHS-Kassetten bis zum Verkaufen von Betäubungsmitteln.
Nachdem er von mehreren Jugendlichen brutal zusammengeschlagen wird, beginnt Giwar Kraft- und Kampfsport zu machen. Dadurch bekommt er den Spitznamen „Xatar“ (zu deutsch: gefährlich). Bei einem Clubbesuch sieht er das erste Mal SSIO, welcher damals unter dem Namen Kanakonda auftrat. Xatar lernt seinen Beatproduzenten kennen und beginnt erste Texte zu schreiben. Schnell steigt er zum Großdealer auf. Er entkommt knapp einer Razzia und flieht über die Grenze in die Niederlande. Dort beginnt er ein Musikstudium in Amsterdam, das er allerdings schleifen lässt und nebenher für den Onkel eines Freundes ein Türsteher- und Clubunternehmen aufbaut. Nachdem der Haftbefehl in Deutschland aufgehoben wird, kehrt er nach Bonn zurück, um sein Musiklabel zu gründen. Für die nötige Startfinanzierung schmuggelt er für einen Drogenboss flüssiges Kokain über die Grenze, das er allerdings versehentlich zerstört.
Infolge des finanziellen Drucks plant er mit Komplizen einen Überfall auf einen Goldtransporter. Der Raub führt zur Fahndung durch internationale Behörden. Auf seiner Flucht wird er in einer syrischen Haftanstalt gefoltert und schließlich nach Deutschland ausgeliefert. Sein Gerichtsverfahren dort endet in einer mehrjährigen Haftstrafe. Im Gefängnis spricht er bei einem Besuch seines Vaters mit diesem darüber, dass er die Zeit für Musik nutzen will und beginnt heimlich, Texte für seinen Produzenten aufzunehmen, welche die beiden über geschmuggelte SD-Karten austauschen. So entsteht seine erste CD. Ein Haftwärter bittet Giwar um eine Unterschrift auf der CD seines Sohnes, wodurch er das erste Mal seine eigene CD in Händen hält. Nach einem Zeitsprung in die Gegenwart sehen wir einen erfolgreichen Xatar, der sich durch die Plattenverkäufe seines Labels AON ein Haus am Rhein leisten konnte. Dort spricht er mit seiner Tochter darüber, dass er kein Krimineller mehr ist. Als sie ihn nach dem Verbleib des geraubten Goldes fragt, flüstert er ihr ins Ohr. Die Kamera fährt auf den Grund des Rheins, wo drei Meerjungfrauen an einem großen Goldklumpen vorbeischwimmen – eine Anspielung auf die drei Rheintöchter aus der Oper Das Rheingold, die Xatar als Kind mit seinem Vater besucht hat.

## Entstehungsgeschichte

### Biografischer Hintergrund und Casting

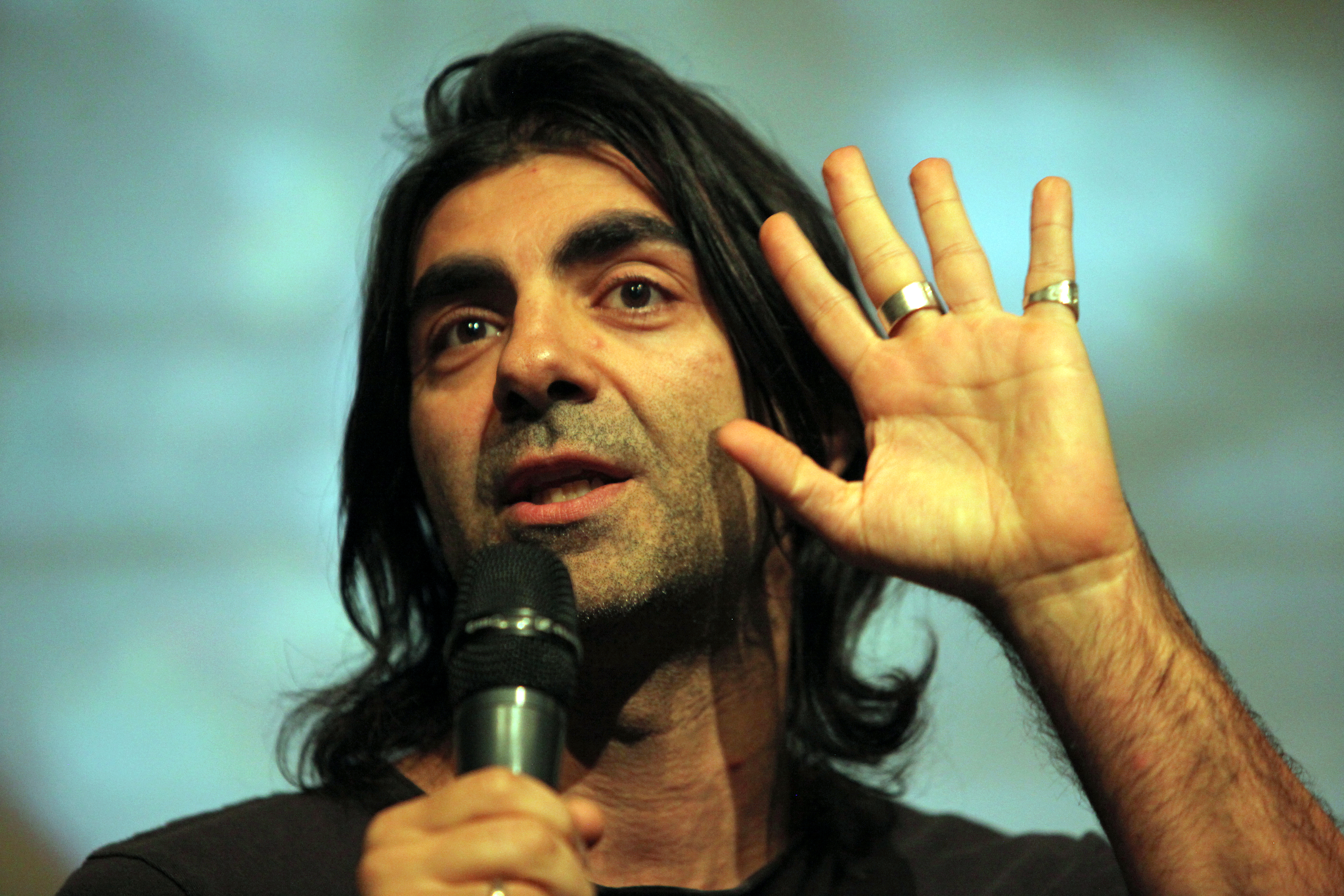
Fatih Akin (2019)

Rheingold ist der elfte realisierte Spielfilm von Fatih Akin, der auch das Drehbuch verfasste. Es basiert auf dem im Jahr 2015 erschienenen, autobiografischen Roman Alles oder Nix von Xatar, der 2007 ein gleichnamiges Musiklabel und ein Jahr später ein gleichnamiges Album veröffentlicht hatte. Das Buch handelt vom Raub sowie der Bonner Schulzeit des Gangsta-Rappers. Laut seiner Autobiografie sei Xatar verschuldet und verzweifelt gewesen, weshalb er sich dazu habe überreden lassen, Ende 2009 beim Überfall auf einen Werttransporter aus Nürnberg mitzumachen. Als Polizisten der Steuerfahndung verkleidet, lotsten er und seine Komplizen den Transporter von der Bundesautobahn 81 herunter. Die Transportfahrer schöpften zu spät Verdacht. Die Bande erbeutete 120 Kilogramm Schmuck und Zahngold im Wert von ca. 1,7 Mio. Euro. Von der Beute fehlt bis heute jede Spur. Xatar gab vor Gericht an, nur einen Bruchteil der Beute bekommen zu haben. Die Bande wurde durch DNA-Spuren an einer Handschelle gefasst. Sechs Männer wurden zu Haftstrafen zwischen vier und neuneinhalb Jahren verurteilt. Xatar, der als Kopf der Bande vermutet wurde, verließ das Gefängnis Ende 2014 nach etwas mehr als fünf von eigentlich acht Jahren Haft.

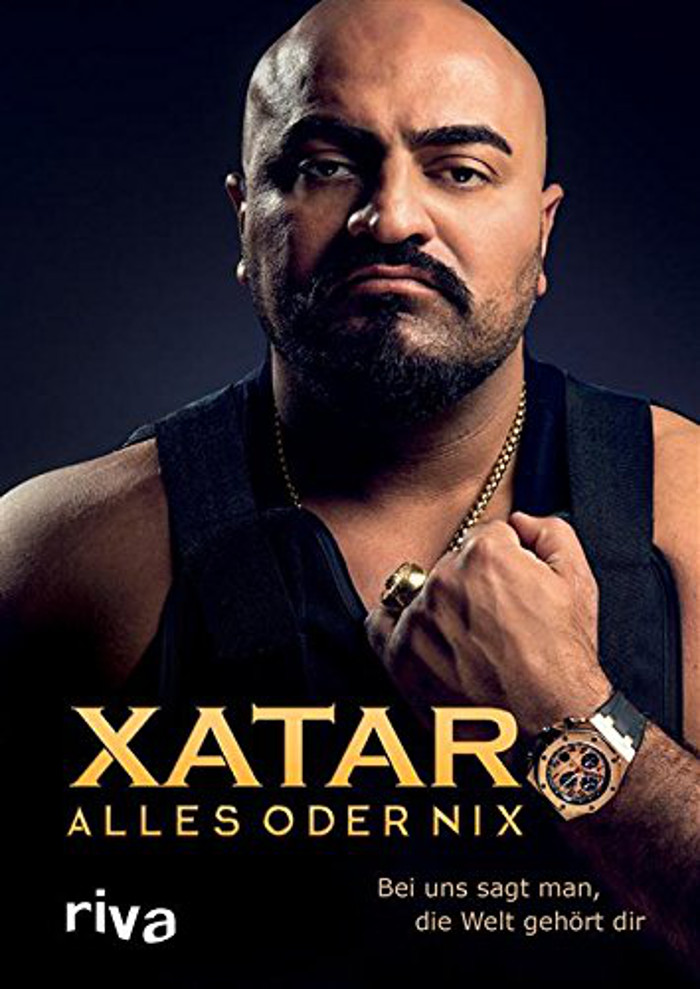
Roman-Cover mit Xatar (2015)

Das Filmprojekt wurde im Februar 2021 bekannt, die Verpflichtung von Emilio Sakraya in der Hauptrolle zwei Monate später. Xatar selbst sei überrascht über Akins Filmpläne gewesen, lobte aber später den Hauptdarsteller, der viel Zeit mit ihm verbracht und ihn „detailgetreu“ studiert hätte. Mit Rheingold wolle Sakraya „endgültig der Schönchen-Schublade entfliehen“, daher sei er froh über das Rollenangebot gewesen.

### Dreharbeiten und Kinostart
Die Dreharbeiten fanden von September bis Dezember 2021 an Originalschauplätzen in Bonn sowie in Baden-Württemberg, Brandenburg, Hamburg und Nordrhein-Westfalen statt. Weitere Aufnahmen entstanden in dieser Zeit in den Niederlanden, Marokko sowie Mexiko, wo die letzten Szenen gedreht wurden. Akin arbeitete mit seinen langjährigen Weggefährten Rainer Klausmann (Kamera) und Andrew Bird (Schnitt) zusammen. Produziert wurde der Film von  Warner Bros. Film Productions Germany in Zusammenarbeit mit Akins Firma bombero international, in Koproduktion mit Palosanto Films, Lemming Film und corazón international sowie in Zusammenarbeit mit Pathé. Warner hatte bereits drei vorangegangene Filme von Akin produziert. Anfang März 2022 wurde bekannt, dass der Regisseur einen Vertrag mit dem US-amerikanischen Unternehmen für deutsch- und türkischsprachige Filme und Serien für Kino, Fernsehen und HBO Max unterschrieben hat. Gefördert wurde Rheingold vom Deutschen Filmförderfonds (2,3 Mio. Euro), der Filmförderungsanstalt (590.000 Euro), der Film- und Medienstiftung NRW (900.000 Euro), dem Medienboard Berlin-Brandenburg (400.000 Euro), der Medien- und Filmgesellschaft Baden-Württemberg (400.000 Euro) und der MOIN Filmförderung Hamburg Schleswig-Holstein (700.000 Euro).
Nach dem Tod des Rappers Xatar Anfang 2025 wurde der Film im Mai erneut aufgeführt. Seine Familie gab dem WDR gegenüber an, dass die erneute Veröffentlichung nicht mit ihr abgesprochen gewesen sei.

## Rezeption
Am ersten Wochenende nach Kinostart sahen insgesamt rund 170.000 Zuschauer den Film, womit Fatih Akin den besten Kinostart seiner Karriere hinlegte. Nach drei Wochen hatten insgesamt 670.000 Kinobesucher den Film gesehen, was Roheinnahmen von knapp 6,8 Millionen Euro bedeutete.
Die Deutsche Film- und Medienbewertung (FBW) zeichnete Rheingold mit dem Prädikat „besonders wertvoll“ aus.

## Rezensionen
Die Redaktion von Filmstarts gab dem Rheingold drei von fünf Sternen. Akin liefere zwar ein visuell überzeugendes, über weite Strecken unterhaltsames, aber auch ziemlich zerfahrenes Werk ab.
Epd-Film vergab ebenfalls drei von fünf Sternen. Rheingold sei ein überdrehter, an vielen Stellen halbgarer Film, dabei aber doch eine so überkandidelte wie unterhaltsame Jungsfantasie.

## Auszeichnungen
Bei der Verleihung des Deutschen Filmpreises folgte eine Nominierung in der Kategorie Bester Spielfilm für die Produzenten Fatih Akin, Nurhan Şekerci-Porst und Herman Weigel.